# ジュゼッペ・サローニ
ジュゼッペ・サローニ（Giuseppe Saronni、1957年9月22日- ）は、イタリア・ノヴァーラ出身の元自転車競技選手で、現在はUCIプロツアーに参加するアラブ首長国連邦のプロチーム、UAEチーム・エミレーツの監督を務めている。より本来の発音に近いサロンニという表記も用いられている。

## 概要
1982年の世界自転車選手権では、当時21歳だったグレッグ・レモンの勝利はほぼ間違いないと見られたところ、「グッドウッド・ライフルショット」と後に言われるほどの強烈なスプリント力を発揮して優勝。
ジロ・デ・イタリアは2度優勝。1979年のときは第8ステージで宿命のライバルだったフランチェスコ・モゼールからマリア・ローザを奪い取るとそのまま最後まで守り通す。1983年のときも、第7ステージでマリア・ローザに就くとそのまま押し切った。またジロではポイント賞を4度受賞している。他にも、下記に挙げる通りのステージ、クラシックレースにおける優勝実績があるが、ほぼ1979～1983年あたりの年代に集中している。この年代の頃のサローニといえば、ステージ、ワンデーのレース分類を問わず、自らアタックをかけて相手を圧倒するシーンも少なくなく、ベルナール・イノーら当時のトップ選手もサローニに対してかなり脅威を抱いていた。
しかし、所属していたデルトンゴチームがなかなかツールへの出場をしなかったこともあり、サローニは全盛期ともいえる70年代後半から80年代前半においてツール・ド・フランスの出場は一切なかった。1987年に漸くツール初出場をはたしたものの（ツール・ド・フランスの出場機会はこの1回限り）途中棄権に終わる。

## 主な優勝等実績
- ジロ・デ・イタリア
- 総合優勝　1979・1983
- ポイント賞　1979～1981、1983
- 世界自転車選手権　1982
- ツール・ド・スイス　1982
- ミラノ〜サンレモ　1983
- ジロ・ディ・ロンバルディア　1982
- フレッシュ・ワロンヌ　1980
- ティレーノ〜アドリアティコ　1978・1982
- チューリッヒ選手権　1979